# (3624) Mironov
(3624) Mironov ist ein Asteroid des Hauptgürtels, der am 14. Oktober 1982 von den ukrainisch-sowjetischen Astronominnen Ljudmyla Schurawlowa und Ljudmila Georgijewna Karatschkina an der Zweigstelle Nautschnyj des Krim-Observatoriums (IAU-Code 095) in Nautschnyj entdeckt wurde.
Benannt wurde der Asteroid nach dem russischen Filmschauspieler und Sänger Andrei Alexandrowitsch Mironow (1941–1987), der Hauptrollen in vielen populären Sowjetfilmen gespielt hatte.